# امانوئل بیانچی
امانوئل بیانچی (انگلیسی: Emanuele Bianchi؛ زادهٔ ۱۰ اوت ۱۹۸۴) بازیکن فوتبال اهل ایتالیا است.
از باشگاه‌هایی که در آن بازی کرده‌است می‌توان به باشگاه فوتبال پروجا، باشگاه فوتبال سمپدوریا، و باشگاه فوتبال پیاچنزا اشاره کرد.
وی همچنین در تیم ملی فوتبال زیر ۲۰ سال ایتالیا بازی کرده‌است.